# Sompo Seguros
A Sompo Seguros (anteriormente Yasuda Marítima) é uma empresa do Grupo Sompo Holdings que nasceu da integração da marca Marítima Seguros e Yasuda Seguros. A companhia atua nas áreas de Seguros Corporativos (Auto Frotas, Empresariais, Riscos Nomeados e Operacionais, Transportes, Engenharia, Responsabilidade Civil, Garantia, Agrícola, Penhor Rural e Benfeitorias, Vida em Grupo, Acidentes Pessoais Coletivo, entre vários outros) e Pessoais (Auto, Residencial e Acidentes Pessoais); bem como na área de Seguro Saúde. Atualmente a empresa conta com filiais em todas as regiões brasileiras.  

## Histórico da marca Sompo Seguros no Brasil
O processo para adoção da identidade da Sompo Seguros S.A. teve início em 2009, quando a Marítima Seguros, uma companhia fundada em Santos (SP) em 1943, vendeu 50% de sua participação acionária à Yasuda Seguros, que atuava no Brasil desde 1959 e era subsidiária do Grupo Sompo Japan (hoje, Grupo Sompo Holdings). No início de 2013, o Grupo Sompo, por intermédio da Yasuda Seguros S.A., aumentou sua participação, assumindo o controle acionário da Marítima Seguros S.A. Já em abril de 2014, foi obtida a aprovação prévia da SUSEP - Superintendência de Seguros Privados para a incorporação, e a companhia passou a se chamar Yasuda Marítima Seguros. A aprovação final do órgão regulador foi concedida e publicada no dia 7 de outubro de 2014. Após conclusão do processo de integração houve a decisão pela mudança da marca para Sompo Seguros S.A., autorizada pela SUSEP e que vale desde o dia 1 de Julho de 2016.

## História

### Sompo Holdings
O Grupo Sompo Holdings tem sua origem no Japão, atua há 128 anos no mercado de seguros e hoje conta com subsidiárias nos cinco continentes. No Japão, disponibiliza uma vasta gama de seguros nas áreas de Ramos Elementares, Vida e Acidentes Pessoais, além de outros produtos financeiros e serviços a fim de propiciar incremento na segurança, saúde e bem-estar dos clientes. O Brasil é a maior operação do Grupo fora do Japão.

### Marítima Seguros
Em 1943, a Marítima Seguros foi fundada na cidade de Santos, pela família Vidigal. 

### Yasuda Seguros
A Yasuda Seguros começou a atuar no mercado brasileiro em 1959. Alguns anos depois, a Sompo tornou-se a sua principal acionista, assumindo as atividades da empresa no Brasil. Em 1973, a empresa passou a se chamar Companhia de Seguros América do Sul Yasuda - SEGURASUL.
Em 1998, a empresa assumiu a denominação de Yasuda Seguros S.A.
Em 2009, a Sompo Japan, através de sua subsidiária brasileira Yasuda Seguros, comprou 50% das ações da Marítima Seguros, e juntamente com a família Vidigal, compartilhou a gestão da empresa. 

## Áreas de atuação

### Seguros Corporativos
- Agronegócios
- Auto Frotas

- Transportes
- Empresariais
- Empresariais Segmentados
- Máquinas e Implementos Agrícolas
- Responsabilidade Civil
- Riscos Nomeados
- Riscos Diversos
- Vida e Acidentes Pessoais Coletivo

### Seguros Pessoais
- Automóveis
- Residencial
- Condomínio
- Vida e Acidentes Pessoais
- Seguro Saúde

## Compromissos
- Pacto Global da Organização das Nações Unidas (ONU)[7]
- PSI – Unep FI Princípios para Sustentabilidade em Seguros
- Pacto pela Inclusão de Pessoas com Deficiência - Rede Empresarial de Inclusão Social (REIS)[8]
- Princípios de Empoderamento das Mulheres – WEPs - ONU Mulheres e Pacto Global da ONU[9]
- Carta de Adesão ao Fórum e aos 10 Compromissos da Empresa com a Promoção dos Direitos LGBTI+ - Fórum de Empresas e Direitos LGBTI+[10]

## Prêmios
- Destaque GPTW Gestão Saudável 2021 - Great Place To Work (GPTW)
- Ranking das Melhores Empresas para Trabalhar 2021 - Great Place To Work (GPTW)
- Melhores Empresas em Satisfação do Cliente na categoria Seguro Saúde - Instituto MESC (2021)[11]
- 100 Melhores Empresas em Satisfação do Cliente - Instituto MESC (2021)
- XXIII Prêmio Nacional de Qualidade de Vida – PNQV - Ouro na categoria Grandes Empresas por Boas Práticas em Qualidade de Vida e Gestão de Saúde (2020)[12]
- XXII Prêmio Nacional de Qualidade de Vida – PNQV - Prata na categoria Grandes Empresas por Boas Práticas em Qualidade de Vida e Gestão de Saúde (2019)[13]
- Guia VOCÊ S/A - Ranking 150 Melhores Empresas para Trabalhar da edição 2019
- Ranking Valor Inovação Brasil 2019 - As 150 Empresas mais Inovadoras: 2º lugar no ranking de Seguros e Planos de Saúde
- Ranking Estadão Empresas Mais - O Ranking das 1.500 Maiores Companhias do Brasil 2019: Empresa mais inovadora na categoria "Capital Fechado"
- Prêmio Caio 20ª Edição (2019): Jacaré de Prata na categoria Projetos de Estandes e Ambientes Cenográficos de Grande Porte

- Fornecedores de confiança - 2015.[14]
- Prêmio Segurador Brasil - 2015.[15]
- Prêmio Cobertura - Performance no segmento Transporte Internacional e Condomínio - 2014. z[16][17]
- Troféu Hermes 2014 - Destaque no mercado segurador paranaense.[18]